# Шулик Лілія Миколаївна
Лі́лія Микола́ївна Шулик (2000, с. Зарічанка, Хмельницька область — 21 червня 2023, Вільшани, Харківська область — старший солдат військова медикиня 14 окремої механізованої бригади ЗСУ. Учасниця російсько-української війни.

## Життєпис
Народилася Лілія 2001 року в селі Зарічанка Хмельницької області.
У 2016 році Чорнаінчення 9 класу обрала медичний фах. Освіту здобула в Чемеровецькому фаховому медичному коледжі. Мешкала в місті Володимир-Волинський Волинської області.
Була заручена, але поховала свого коханого два місяців тому.
Служила в 14-й окремій механізованій бригаді імені князя Романа Великого.
Звільняла північ Харківщини. Прикривала наших бійців з гранатомета. Витягувала з поля бою.
Загинула 22 червня 2023 році в місті Білогорівка Луганської області.
Похована в рідному селі.
У неї залишилися батьки та донечка, яка 2023 року закінчила 1 клас і перейшла в другий клас.

## Нагороди
- Орден «За мужність» ІІІ ступеня (28 вересня 2023, посмертно) — за особисту мужність, виявлену у захисті державного суверенітету та територіальної цілісності України, самовіддане виконання військового обов'язку[6]